# Pavel Patera
Pavel Patera (Kladno, 6 settembre 1971) è un allenatore di hockey su ghiaccio ed ex hockeista su ghiaccio ceco.

## Biografia
Ha vinto la medaglia d'oro olimpica con la nazionale maschile ceca nell'hockey su ghiaccio alle Olimpiadi invernali di Nagano 1998, oltre che quattro medaglie d'oro e due di bronzo ai mondiali.
Ha partecipato anche alle Olimpiadi invernali 2002.
Dal 2015 è nello staff dell'Hockey Club Kladno, squadra di cui, da giocatore, era stato a lungo (2007-2014) capitano (hockey su ghiaccio).

## Palmarès

### Club
- Extraliga ceca: 1

Vsetin: 1998-1999
- Russian Super League: 1

Avangard Omsk: 2003-2004
- Campionato svedese: 1

Färjestad: 2005-2006

### Nazionale
- Giochi olimpici: 1

Nagano 1998
- Campionato mondiale di hockey su ghiaccio: 4

1996, 1999, 2000, 2001